# Eberhard de Wurtemberg (1963)
Pour les articles homonymes, voir Eberhard de Wurtemberg (homonymie).
Eberhard de Wurtemberg, duc de Wurtemberg, né le 20 juin 1963 à Friedrichshafen (arrondissement du Lac de Constance, Bade-Wurtemberg, Allemagne de l'Ouest) est un aristocrate allemand, membre de la maison de Wurtemberg.

## Biographie

### Origines familiales
Eberhard de Wurtemberg (en allemand : Eberhard Alois Nikolaus Heinrich Johannes Maria Herzog von Württemberg), né au château de Friedrichshafen le 20 juin 1963, est le deuxième fils et troisième des six enfants du duc Charles de Wurtemberg (1936-2022) et de la princesse Diane d'Orléans (1940),. 
Le duc Eberhard est baptisé d'un prénom traditionnel porté depuis des siècles au sein de la maison de Wurtemberg, ce, six jours après sa naissance, dans le salon rouge du château de Friedrichshafen. Ses parrains sont son grand-oncle, le duc Carl Alexander de Wurtemberg (1896-1964), en religion Père Odo, ainsi que le prince Alois de Liechtenstein (1917-1967), et sa marraine est sa grand-mère paternelle, l'archiduchesse Rose-Marie de Habsbourg-Toscane (1906-1983), duchesse de Wurtemberg.
Ses parents descendent tous deux du roi des Français Louis-Philippe Ier (1773-1850). Par son père, Eberhard de Wurtemberg est un arrière-petit-fils du duc Albert de Wurtemberg (1865-1939), dernier prince héritier de Wurtemberg, et de l'archiduchesse Marguerite de Habsbourg-Lorraine (1870-1902) ; par sa grand-mère paternelle, l'archiduchesse Rose-Marie de Habsbourg-Toscane, il est l'arrière petit-fils de l'archiduc Pierre-Ferdinand de Habsbourg-Toscane (1874-1948), grand-duc de Toscane, et de la princesse Marie-Christine de Bourbon-Siciles (1877-1947).
Eberhard de Wurtemberg a cinq frères et sœurs : Frédéric (1961-2018), Mathilde (1962), Philipp (1964), Michael (1965) et Eleonore Fleur (1977).

### Formation et carrière
En 1975, lorsque le duc Charles devient chef de sa maison, sa famille quitte le château de Friedrichshafen pour s'installer au château d'Altshausen, résidence de la famille de Wurtemberg depuis 1805. À l'issue de ses études à l'Université Eberhard Karl de Tübingen, Eberhard obtient un diplôme de sciences économiques. Il se spécialise ensuite dans le domaine bancaire et économique. Durant une année, il suit les cours d'une école à Reims. En 1988, une formation de cinq mois lui est dispensée chez Airbus à Toulouse, puis, il effectue un stage de neuf mois dans une entreprise allemande d'engrenages à Chicago. En 1989, le duc Eberhard suit des cours dans une Business School américaine (la « Monterey Institute of International studies »), d'où il obtient un Master of Business Administration (MBA), en 1991. De retour en Allemagne, il travaille durant plusieurs années dans une banque à Stuttgart. En 1998, il devient gérant associé de la société Promec à Suhl, en Thuringe. Il réside à Murr, près de Louisbourg en Bade-Wurtemberg et s'engage dans divers domaines caritatifs, tels que le sport destiné à des patients dialysés.

### Mariages et enfant
Eberhard de Wurtemberg se fiance le 14 décembre 2010, puis épouse, civilement à Louisbourg le 17 juin 2011, Lucia Desiree Copf, née à Samedan, en Suisse, le 29 décembre 1969, artiste peintre et entrepreneuse, fille du Dr Franz Copf (1931-2011), neurochirurgien slovène exerçant à Stuttgart, et d'Ernestina Klanjsek. Leur mariage est dissout par un divorce en 2016,. 
Ils ont un fils :
- Alexander duc de Wurtemberg, né à Mannheim avec un « handicap physique grave »[12], le 19 janvier 2010.

Eberhard de Wurtemberg est en couple avec Gaby Maier, née à Calw le 29 avril 1970, propriétaire d'une galerie d'art à Aidlingen. Ils sont présents ensemble aux noces de diamant du duc Charles et de la duchesse Diane au château d'Altshausen, en juillet 2020. Leurs fiançailles ont lieu à la fin de l'année 2022 et sont officiellement annoncées début janvier 2023,.
Eberhard de Wurtemberg et Gaby Maier se marient civilement et religieusement, à Altshausen, le 15 juillet 2023.

### Succession au trône de Wurtemberg
Lorsque son neveu Wilhelm devient prétendant au trône de Wurtemberg, le 7 juin 2022, Philipp de Wurtemberg, issu d'une « union égale » (Charles de Wurtemberg et Diane d'Orléans), et ayant contracté une union égale, devient le nouveau prince héritier de sa maison, en vertu de la Constitution de 1819 et selon la loi successorale du 8 juin 1828 qui prévoit le principe de droit d'aînesse masculin et l'exigence d'égalité des mariages (« Ebenbürtigkeit »). Le duc Eberhard a renoncé à ses droits successoraux à l'ancien trône de Wurtemberg en mars 2011[source secondaire souhaitée].

## Ascendance
|  |                                           |  |  |  |  |  |  |  |  |  |  |  |  |
|  | 8. Albert de Wurtemberg                   |  |  |  |  |  |  |  |  |  |  |  |  |
|  |                                           |  |  |  |  |  |  |  |  |  |  |  |  |
|  |                                           |  |  |  |  |  |  |  |  |  |  |  |  |
|  | 4. Philippe Albert de Wurtemberg          |  |  |  |  |  |  |  |  |  |  |  |  |
|  |                                           |  |  |  |  |  |  |  |  |  |  |  |  |
|  |                                           |  |  |  |  |  |  |  |  |  |  |  |  |
|  | 9. Marguerite de Habsbourg-Lorraine       |  |  |  |  |  |  |  |  |  |  |  |  |
|  |                                           |  |  |  |  |  |  |  |  |  |  |  |  |
|  |                                           |  |  |  |  |  |  |  |  |  |  |  |  |
|  | 2. Charles de Wurtemberg                  |  |  |  |  |  |  |  |  |  |  |  |  |
|  |                                           |  |  |  |  |  |  |  |  |  |  |  |  |
|  |                                           |  |  |  |  |  |  |  |  |  |  |  |  |
|  | 10. Pierre-Ferdinand de Habsbourg-Toscane |  |  |  |  |  |  |  |  |  |  |  |  |
|  |                                           |  |  |  |  |  |  |  |  |  |  |  |  |
|  |                                           |  |  |  |  |  |  |  |  |  |  |  |  |
|  | 5. Rose-Marie de Habsbourg-Toscane        |  |  |  |  |  |  |  |  |  |  |  |  |
|  |                                           |  |  |  |  |  |  |  |  |  |  |  |  |
|  |                                           |  |  |  |  |  |  |  |  |  |  |  |  |
|  | 11. Marie-Christine de Bourbon-Siciles    |  |  |  |  |  |  |  |  |  |  |  |  |
|  |                                           |  |  |  |  |  |  |  |  |  |  |  |  |
|  |                                           |  |  |  |  |  |  |  |  |  |  |  |  |
|  | 1. Eberhard de Wurtemberg                 |  |  |  |  |  |  |  |  |  |  |  |  |
|  |                                           |  |  |  |  |  |  |  |  |  |  |  |  |
|  |                                           |  |  |  |  |  |  |  |  |  |  |  |  |
|  | 12. Jean d'Orléans                        |  |  |  |  |  |  |  |  |  |  |  |  |
|  |                                           |  |  |  |  |  |  |  |  |  |  |  |  |
|  |                                           |  |  |  |  |  |  |  |  |  |  |  |  |
|  | 6. Henri d'Orléans                        |  |  |  |  |  |  |  |  |  |  |  |  |
|  |                                           |  |  |  |  |  |  |  |  |  |  |  |  |
|  |                                           |  |  |  |  |  |  |  |  |  |  |  |  |
|  | 13. Isabelle d'Orléans                    |  |  |  |  |  |  |  |  |  |  |  |  |
|  |                                           |  |  |  |  |  |  |  |  |  |  |  |  |
|  |                                           |  |  |  |  |  |  |  |  |  |  |  |  |
|  | 3. Diane d'Orléans                        |  |  |  |  |  |  |  |  |  |  |  |  |
|  |                                           |  |  |  |  |  |  |  |  |  |  |  |  |
|  |                                           |  |  |  |  |  |  |  |  |  |  |  |  |
|  | 14. Pierre d'Orléans-Bragance             |  |  |  |  |  |  |  |  |  |  |  |  |
|  |                                           |  |  |  |  |  |  |  |  |  |  |  |  |
|  |                                           |  |  |  |  |  |  |  |  |  |  |  |  |
|  | 7. Isabelle d'Orléans-Bragance            |  |  |  |  |  |  |  |  |  |  |  |  |
|  |                                           |  |  |  |  |  |  |  |  |  |  |  |  |
|  |                                           |  |  |  |  |  |  |  |  |  |  |  |  |
|  | 15. Élisabeth Dobrzensky de Dobrzenicz    |  |  |  |  |  |  |  |  |  |  |  |  |
|  |                                           |  |  |  |  |  |  |  |  |  |  |  |  |
|  |                                           |  |  |  |  |  |  |  |  |  |  |  |  |